# Ventris Gibson
Pour les articles homonymes, voir Gibson.
Ventris C. Gibson est une fonctionnaire américaine qui occupe le poste de directrice de la Monnaie des États-Unis. Elle est auparavant directrice adjointe de la Monnaie depuis octobre 2021 jusqu'à sa confirmation par le Sénat américain.

## Études
Gibson fréquente le campus mondial de l'université du Maryland.

## Carrière
Ventris Gibson commence sa carrière dans la marine américaine. Elle rejoint ensuite le ministère américain des anciens combattants, où elle occupe les fonctions de directrice du bureau de gestion des ressources humaines de 1996 à 1998 et de secrétaire adjointe à la gestion des ressources humaines de 1998 à 2003. Au cours de son mandat, elle participe à une enquête sur des allégations de harcèlement sexuel à l'hôpital des vétérans de Fayetteville. De 2003 à 2010, elle occupe le poste de responsable du capital humain à la Federal Aviation Administration.
En 2012 et 2013, elle travaille comme consultante à North Highland. Elle rejoint ensuite le National Labor Relations Board (Conseil national des relations du travail), où elle exerce les fonctions de directrice intérimaire des ressources humaines en 2013 et de directrice de l'administration jusqu'en 2014. De 2014 à 2015, elle occupe le poste de secrétaire adjointe associée du ministère de la santé et des services sociaux des États-Unis pour les ressources humaines. Elle est directrice du département des ressources humaines du district de Columbia de 2015 à 2021. En octobre 2021, elle rejoint la Monnaie des États-Unis en tant que directrice adjointe et directrice par intérim. Toujours en 2021, Gibson est élue membre de la National Academy of Public Administration (Académie nationale d'administration publique). 

## Administration Biden
Le 13 décembre 2021, le président Joe Biden la nomme au poste de directrice permanente de la Monnaie,.
Le 15 juin 2022, le Sénat des États-Unis confirme la nomination de Gibson par un vote à voix haute.